# ایرکوتسک ۳۲۲۴
سیارک ۳۲۲۴ (به انگلیسی: 3224 Irkutsk، نامگذاری:1977RL6) سه هزار و دویست و بیست و چهارمین سیارک کشف شده‌است که در ۱۱ سپتامبر ۱۹۷۷ کشف شد.
قدر مطلق سیارک برابر ۱۱٫۳۰ است.